# Leopold Staff

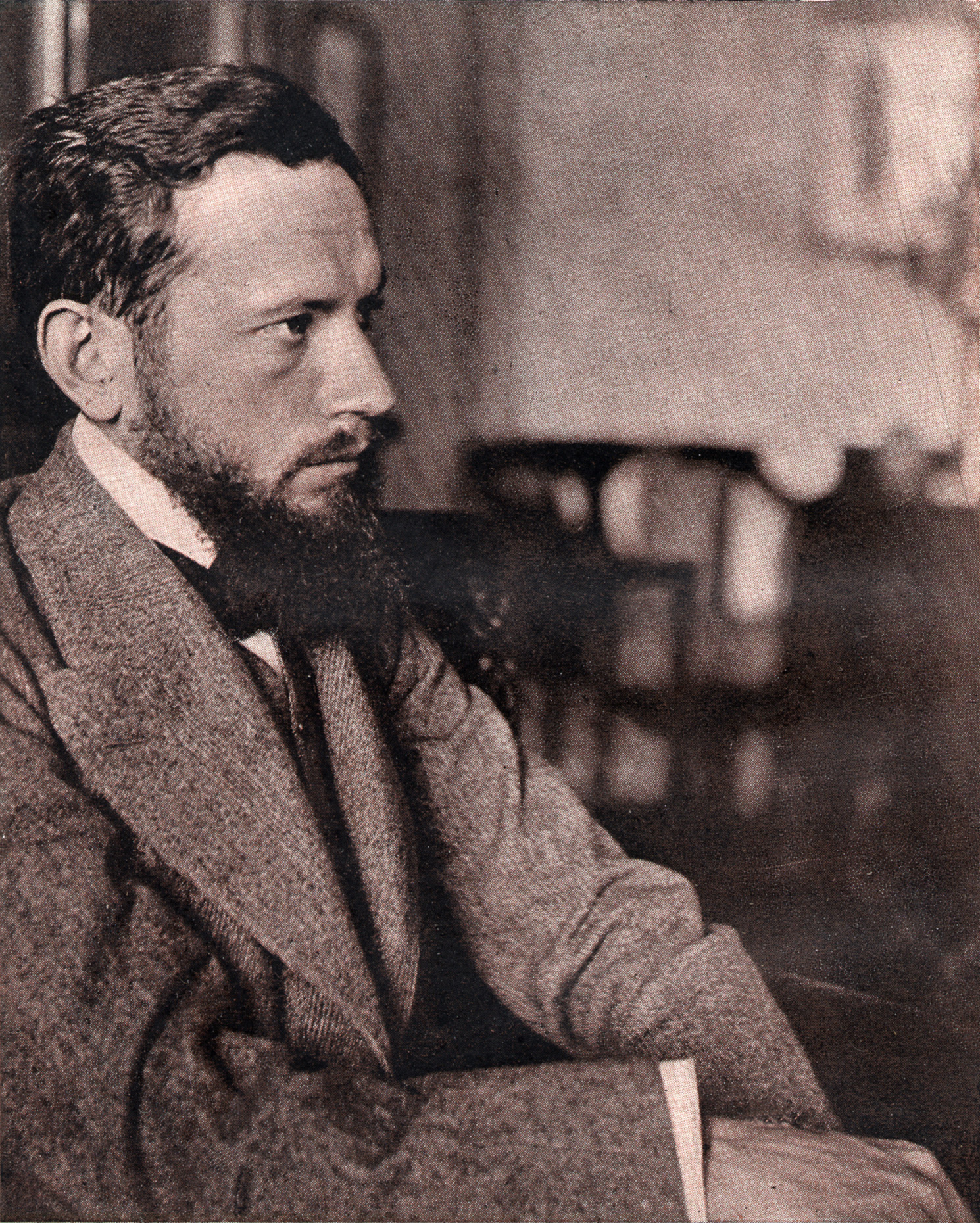
Leopold Staff

Leopold Henryk Staff (* 14. November 1878 in Lemberg; † 31. Mai 1957 in Skarżysko-Kamienna) war ein polnischer Dichter, Dramatiker und Literaturübersetzer.

## Leben
Staff wuchs als Sohn einer polonisierten Familie in der multiethnischen Umgebung des damaligen Galiziens auf. Sein Vater František Staff war Konditor und stammte aus Böhmen, seine Mutter Leopoldyna Staff geb. Fuhrherr kam aus einer ursprünglich schlesischen Familie. Bereits in früher Jugend beherrschte er mehrere Sprachen und konnte seine Kenntnisse bei zahlreichen späteren Auslandsreisen weiter vertiefen. Nach dem Abitur studierte er von 1897 bis 1901 Rechtswissenschaft, Philosophie und Romanistik an der Universität Lemberg. Noch während des Studiums begann er literarisch zu arbeiten und war als Redakteur der in Krakau erscheinenden Zeitschrift Młodość (Jugend) tätig. Seine ersten Gedichte und Übersetzungen veröffentlichte er um 1900. In dieser Zeit gehörte er neben Jan Kasprowicz und Maryla Wolska dem Literatenzirkel Płanetnicy (Luftgeister) an.
Nach dem Ersten Weltkrieg, den er in Charkiw verbrachte, ließ sich Staff in Warschau nieder. Dort war er, inzwischen ein anerkannter Dichter, Mitarbeiter verschiedener Zeitschriften und von 1934 bis 1939 Vizepräsident der Polnischen Literaturakademie und Ehrenmitglied des PEN-Clubs. Zeitgleich gab er mehrere Gedichtbände heraus und übersetzte sehr viel aus dem Lateinischen, Altgriechischen, Französischen, Italienischen, Deutschen (u. a. Goethe und Nietzsche), Norwegischen und Schwedischen.
Während des Zweiten Weltkrieges hielt Staff im Auftrag der Polnischen Heimatarmee Literaturvorlesungen an der offiziell während der deutschen Besatzung verbotenen Universität Warschau. Nach der völligen Zerstörung der Stadt durch die Wehrmacht 1944 zog er für fünf Jahre nach Krakau. Nach seiner Rückkehr nach Warschau 1949 verarbeitete er das Kriegstrauma in zahlreichen Gedichten.
Hoch geehrt als einer der brillantesten polnischen Künstler des 20. Jahrhunderts starb Staff im Mai 1957 kurz nach dem Tod seiner Frau Helena.
Ehrendoktor der Universität Warschau (1939) und der Jagiellonen-Universität Krakau 1949.

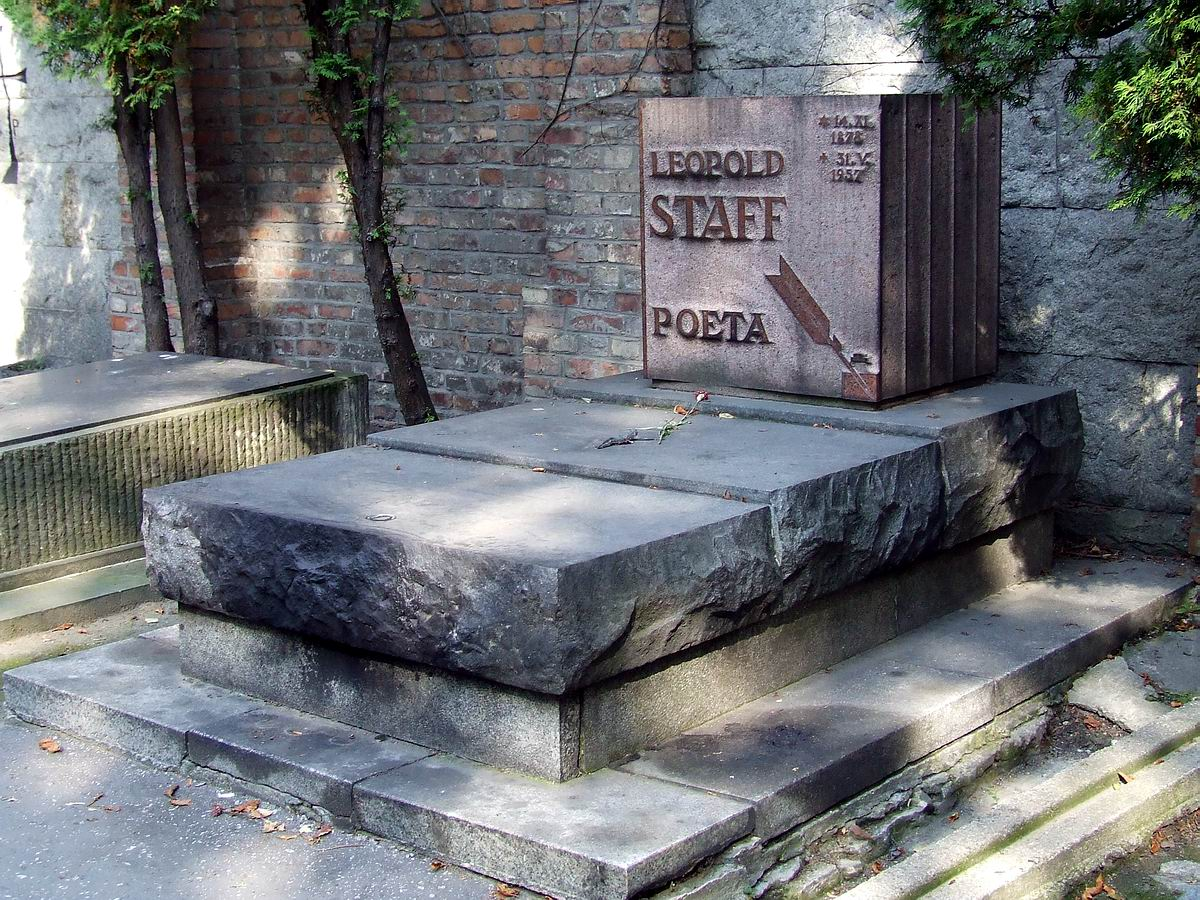
Grab auf dem Powązki-Friedhof in Warschau

## Werk
Leopold Staff wird in Polen als Dichter von drei Generationen bezeichnet. Sein Debüt (1901) mit dem Band Sny o potędze (Mächtigkeitsträume) stand unter dem Einfluss Friedrich Nietzsches, den er gerade ins Polnische übersetzt hatte. Anders als der deutsche Autor verzichtete er aber nicht auf eine christliche und heitere Grundhaltung. Angefangen als typischer Vertreter des Jungen Polen, evaluierte Staff in den 1910er Jahren in Richtung des Neoklassizismus und Franziskanismus, wobei er das Alltägliche in den Vordergrund rückte. Diese Perspektive übte einen großen Einfluss auf die nächste Dichtergeneration, die Skamandriten aus. Staffs Spätwerk ist vor allem durch die Erfahrung des Krieges und das Bewusstsein der eigenen Sterblichkeit geprägt.

## Veröffentlichungen
- 1901 Sny o potędze (Machtträume)
- 1902 Mistrz Twardowski. Pięć śpiewów o czynie (Meister Twardowski)
- 1903 Dzień duszy (Tag der Seele)
- 1904 Skarb (Der Schatz)
- 1905 Ptakom niebieskim (Den Himmelsvögeln)
- 1908 Gałąź kwitnąca (Blühender Ast)
- 1910 Kwiatki św. Franciszka z Asyżu (Blumen des Hl. Franziskus von Assisi)
- 1910 Uśmiechy godzin (Lächelnde Stunden)
- 1911 W cieniu miecza (Im Schatten des Schwertes)
- 1914 Łabędź i lira (Der Schwan und die Leier)
- 1916 Siew doli (Die Saat des Dchicksals)
- 1918 Tęcza łez i krwi (Der Regenbogen der Tränen und des Blutes)
- 1919 Oczy otchłani (Augen des Abgrunds)
- 1919 Pieśń o skowronku (Lied über die Lerche)
- 1919 Sady (Obstgärten)
- 1919 Ścieżki polne (Pfade im Felde)
- 1919 Wino miłości (Wein der Liebe)
- 1921 Szumiąca muszla (Rauschende Muschel)
- 1922 Żywiąc się w locie (Im Fluge nähren)
- 1924 Chrystus i nędza (Christus und die Armut)
- 1927 Ucho igielne (Nadelöhr)
- 1932 Wysokie drzewa (Hohe Bäume)
- 1936 Barwa miodu (Die Farbe des Honigs)
- 1946 Martwa pogoda (Das tote Wetter)
- 1954 Wiklina (Weidenruten)
- 1957 Dziewięć muz (Neun Musen)

## Verweise